# Geopsammodius subpedalis
Geopsammodius subpedalis är en skalbaggsart som beskrevs av Paul E.Skelley 2006. Geopsammodius subpedalis ingår i släktet Geopsammodius och familjen Aphodiidae. Inga underarter finns listade i Catalogue of Life.